# 2018 у Тернопільській області
| Роки в Тернопільській області: ← · 2000 · 2001 · 2002 · 2003 · 2004 · 2005 · 2006 · 2007 · 2008 · 2009 · 2010 · 2011 · 2012 · 2013 · 2014 · 2015 · 2016 · 2017 · 2018 · 2019 · 2020 · 2021 · 2022 · 2023 · 2024 · 2025 Див. також: XIX століття · XX століття |

## Річниці

### Річниці заснування, утворення
- 21 березня — 470 років від часу утворення Тернопільського ставу (1548).
- 17 квітня — 170 років від часу скасування панщини та кріпосного права в Галичині (1848).
- 1 вересня — 60 років від часу заснування Тернопільського обласного державного музичного училища ім. С. Крушельницької (1958).
- 1 листопада — 100 років від часу утворення Західноукраїнської Народної Республіки (1918).
- 13 листопада — 100 років від часу створення Української галицької армії (1918).

### Річниці від дня народження
- 7 січня — 75 років від дня народження українського актора, народного артиста України Мирослава Коцюлима (1943—2005).
- 9 січня — 120 років від дня народження українського історика, археолога, етнографа, дослідника Волині Олександра Цинкаловського (1898—1983).
- 14 січня — 80 років від дня народження українського письменника, ґрунтознавця, громадського діяча Левка Різника (нар. 1938).
- 20 січня — 150 років від дня народження українського письменника, історика, публіциста, громадсько-політичного діяча В'ячеслава Будзиновського (1868—1935).
- 5 лютого — 70 років від дня народження українського видавця, педагога, вченого у галузі ядерної фізики Ярослава Гринчишина (нар. 1948).
- 6 лютого — 60 років від дня народження українського історика, краєзнавця, журналіста Петра Гуцала (нар. 1958).
- 3 березня — 70 років від дня народження українського публіциста, літератора, заслуженого журналіста України Галини Садовської (нар. 1948).
- 16 березня — 70 років від дня народження українського поета, художника Михайла Левицького (нар. 1948).
- 19 березня — 180 років від дня народження українського адвоката, бургомістра Тернополя Володимира Лучаківського (1838—1903).
- 21 березня — 70 років від дня народження українського науковця, письменника, громадського діяча, заслуженого діяча мистецтв України Олега Германа (нар. 1948).
- 1 квітня — 80 років від дня народження українського історика, краєзнавця, публіциста Єфрема Гасая (нар. 1938).
- 18 квітня — 130 років від дня народження українського живописця Івана Хворостецького (1888—1958).
- 25 квітня — 75 років від дня народження українського поета, журналіста Євгена Зозуляка (нар. 1943).
- 16 травня — 120 років від дня народження українського кооператора, громадського діяча Семена Жука (1898—1941).
- 6 червня — 80 років від дня народження українського актора театру Михайла Безпалька (нар. 1938).
- 15 червня — 180 років від дня народження українського диригента, громадсько-освітнього діяча, священика Йосипа (Осипа) Вітошинського (1838—1901).
- 17 липня — 130 років від дня народження єврейського письменника, лауреата Нобелівської премії Шмуеля Йосефа Агнона (1888—1970).
- 7 серпня — 60 років від дня народження українського режисера-постановника, мистецтвознавця, заслуженого діяча мистецтв України Григорія Шергея (нар. 1958).
- 31 серпня — 125 років від дня народження українського композитора, музичного критика Нестора Нижанківського (1893—1940).
- 1 вересня — 70 років від дня народження українського архівіста, педагога, краєзнавця, громадсько-культурного діяча, літератора Богдана Хаварівського (1948—2016).
- 25 вересня
  - 80 років від дня народження українського археолога, мистецтвознавця, громадсько-політичного діяча, культуролога, заслуженого діяча мистецтв України Ігоря Ґерети (1938—2002).
  - 60 років від дня народження українського краєзнавця, редактора, літератора Степана Костюка (нар. 1958).
- 1 жовтня — 70 років від дня народження українського історика-дослідника, краєзнавця, науковця Нестора Мизака (нар. 1948).
- 3 жовтня — 100 років від дня народження українського лікаря, громадського діяча, мецената, хранителя спадщини Б. Лепкого Романа Смика (1918—2007).
- 4 жовтня — 150 років від дня народження українського літературознавця, мовознавця, фольклориста, академіка АН УРСР Кирила Студинського (1868—1941).
- 7 жовтня — 80 років від дня народження українського диригента, хормейстера, композитора, народного артиста України Євгена Корницького (1938—2012).
- 13 жовтня — 70 років від дня народження українського краєзнавця Євгена Дороша (1948—2009).
- 2 листопада — 140 років від дня народження українського живописця, графіка, народного художника УРСР Антіна Манастирського (1878—1969).
- 7 листопада — 80 років від дня народження українського художника, літератора, заслуженого майстра народної творчості України Антона Гриба (нар. 1938).
- 8 листопада
  - 75 років від дня народження українського художника Дмитра Стецька (1943—2017).
  - 60 років від дня народження українського культурно-освітньої діячки, краєзнавця, лепкознавця Надії Дирди (1958—2016).
- 16 листопада — 140 років від дня народження українського та болгарського скульптора, громадського діяча Михайла Паращука (1878—1963).
- 18 листопада — 70 років від дня народження української драматичної акторки, народної артистки України Люсі Давидко (нар. 1948).
- 12 грудня — 70 років від дня народження українського краєзнавця, літературознавця, громадського діяча Богдана Савака (нар. 1948).
- 29 грудня — 75 років від дня народження українського письменника, журналіста, громадсько-політичного діяча Левка Крупи (1943—2000).

## Події
- почнуть будувати об'їзну дорогу навколо м. Бережан, маршрут якої від села Лапшин до виїзду Бережан у напрямку Рогатина, протяжністю 6,53 кілометра[1]
- 1 січня — зобов'язання утримувати дороги місцевого значення в Тернопільській області перейдуть від «Укравтодору» до обласної державної адміністрації[2], на ремонт місцевих доріг область отримає мінімум 380 млн грн[3]